# Tetraodon palembangensis
Tetraodon palembangensis är en fiskart som beskrevs av Pieter Bleeker 1852. Tetraodon palembangensis ingår i släktet Tetraodon och familjen blåsfiskar. IUCN kategoriserar arten globalt som otillräckligt studerad. Inga underarter finns listade i Catalogue of Life.